# Pont Reine Juliana
Le pont Reine Juliana (en néerlandais : Koningin Julianabrug) est un pont routier à quatre voies traversant la baie de St. Anna à Willemstad, la capitale de Curaçao, dans les Antilles néerlandaises, mis en service le 2 mars 1974 et officiellement inauguré le 30 avril 1974. Il relie les districts de Punda et Otrabanda.
La construction du pont Reine Juliana a été décidée afin de soulager le pont Reine Emma, le seul pont tournant en bois sur pontons dans le monde, dont l'état ne permettait plus de l'utiliser pour la circulation automobile, et de permettre le franchissement de la baie de St. Anna, une baie profonde sur la côte sud de Curaçao.
Il a été nommé en l'honneur de la reine Juliana van Oranje-Nassau, reine des Pays-Bas du 6 septembre 1948 au 30 avril 1980.

## Historique
Des études ont été entreprises dès 1929 pour la réalisation d'une liaison fixe permettant de franchir la baie de St. Anna. En 1942, des plans ont été élaborés en examinant deux possibilités, soit un tunnel sous la baie St. Anna, soit un pont. Un comité composé de fonctionnaires du Rijkswaterstaat s'est réuni en 1946 et la solution du tunnel, trop coûteuse (un tunnel coûterait 24 millions de florins) a été écartée au profit d'un pont routier permettant la circulation automobile, beaucoup moins cher (entre 2,7 et 3,4 millions de florins).
Le 8 avril 1958, une « commission pour l'étude d'un pont fixe » a été installée qui a publié un rapport le 21 janvier 1959. L'idée première mise en avant par les experts était que le pont fixe devait servir à la fois pour la liaison Punda-Otrobanda et pour la circulation de transit Saliña-Habaai, ce qui permettrait de compléter la rocade autour du Schottegat. Du côté de Punda, une connexion sur ou à travers le Waaigat déboucherait sur la place Pietermaai. Par contre, du côté d'Otrobanda, le Nijlweg (route du Nil) est abandonné. Cela serait étendu et relié à la ville intérieure via la route du pont.
En 1961, des travaux préparatifs ont été entrepris, mais la construction du pont n'a réellement commencé qu'en 1967, du côté de Punda.
Pendant la construction, la partie est du pont s'est effondrée le 6 novembre 1967. Lors du placement du vingt-troisième segment (sur vingt-cinq) de la première moitié, l'ensemble de la structure s'est effondrée. Au total, une quinzaine d'ouvriers, tous employés de l'entreprise Curaçao Dokmaatschappij ont perdu la vie. Cet événement est considéré comme le plus grand désastre de l'histoire de Curaçao. 
Après deux rapports sur les causes du désastre publiés en décembre 1967, le professeur Dr. Zuithoff de l'université technique de Delft a estimé, en juin 1969, que l'effondrement des tiges d'ancrage avait été provoqué par une mauvaise qualité des soudures sur les barres. 
En mai 1969, la construction a pu reprendre, maintenant à partir de la rive du côté d'Otrobanda.
Le dernier segment a été achevé le 27 juin 1972.
Certains habitants de Willemstad sont convaincus que le pont est frappé d'une malédiction et ils évitent donc de l'emprunter. Le 2 novembre 1974, un mémorial, conçu par l'architecte Alberto Badaracco, a été inauguré sur le site à la mémoire des travailleurs qui ont perdu la vie : un groupe de tiges dépassant du sol.

## Description
Le pont Reine Juliana est un pont à béquilles. Il atteint à son sommet une hauteur 56,40 mètres au dessus de l'eau, de sorte que presque tous les grands navires de mer (à l'exception des plus grands navires de croisière) peuvent passer sous le pont pour entrer dans le port. C'est le plus haut pont des Caraïbes. Il est uniquement destiné à la circulation automobile. En raison du vent et de la mobilité de la construction, la circulation piétonne et cycliste est interdite. 
La vue depuis le sommet offre un panorama complet sur Punda, Otrobanda et Schottegat. C'est l'un des points de vue les plus élevés de l'île.